# Кандидат (фильм, 2013)
Кандидат (словац. Kandidát) — словацко-чешский фильм 2013 года, снятый словацким режиссёром Йонашем Карасеком (Jonáš Karásek, род. в 1976 г.) при финансовой поддержке Словацкого аудиовизуального фонда.
В основу сюжета фильма положена одноимённая книга Мароша Гечко и Михала Гаврана. Премьера фильма в Словакии состоялась 10 октября 2013 года, на чешские экраны фильм вышел 27 февраля 2014 года.
В России (Москва) фильм впервые показан в киноклубе «Фитиль» 26 июня 2014 года на Фестивале словацкого кино (перевод со словацкого Антонины Юхименко (Украина) и Андрея Ефремова (Россия)). Второй показ в России состоялся 27 мая 2015 года в Доме кино (Москва) при участии продюсера фильма и одного из авторов книги и сценария — Мароша Гечко.
Слоган фильма — «Главу государства выбираете не Вы!».
Фильм представляет собой политический фарс с элементами циничного триллера. В нём показана способность средств массовой информации манипулировать людьми с помощью информации, а также недобросовестность игры на словацкой политической сцене. В фильме прослеживается намёк на нашумевшее «дело Гориллы» (политический скандал в Словакии в 2011 году, связанный с обнародованием документа под секретным названием «Горилла») .
Фильм имел огромный успех у словацкого зрителя и вошёл в двадцатку лучших словацких фильмов, снятых после образования независимой Словакии. Участвовал в 5 номинациях на престижную словацкую премию «Солнышко в сети». Получил приз за лучшую операторскую работу 2013 года.

## Сюжет
Действие фильма происходит в Словакии в период президентской кампании. Адам Ламберт (Марек Майески), маг рекламы и бонвиван, под давлением сильной финансово-политической группировки вынужден взяться за проведение президентской кампании независимого кандидата из народа, Петера Потуоня. Однако его нервы после разрыва с женой, в который сам Ламберт до сих пор не в силах поверить, находятся на пределе, и на встрече руководителей рекламных агентств он делает ставку на всё своё состояние, сказав, что за два месяца сможет из никому не известного провинциального предпринимателя Петера Потуоня сделать президента страны. На что Ламберт готов решиться, чтобы выиграть пари, и рассказывает этот фильм.

## В главных ролях
- Марек Maйески — Адам Ламберт
- Моника Хилмерова — Алёна
- Михал Кубовчик — Блондинчик
- Ян Яцкуляк — Иван Мюллер
- Михал Длоуги — Язва
- Роман Лукнар — Пузатый
- Павел Новы — генерал
- Павел Слабы — епископ Йозеф
- Михал Гавран — Петер Потуонь
- в эпизоде: Марош Гечко — санитар клиники

## Съёмки
- Фильм «Кандидат» вышел в двух версиях: одна — для словацкой аудитории (частично цензурированная), вторая — для показа в Чешской Республике и на международных кинофестивалях.[источник не указан 3011 дней]
- Изначально в фильме должна была прозвучать фраза, в которой нынешний словацкий премьер-министр Роберт Фицо должен был быть назван фюрером. В итоге создатели фильма её из сценария вычеркнули.[источник не указан 3011 дней]
- В фильме снялся Милош Земан, будущий президент Чехии[5]